# Kolace
Kolace označuje započtení na dědický podíl. Účelem tohoto institutu je spravedlivé rozdělení hodnot, které dědici od zůstavitele získávají nebo již získali. Upraveno je v § 1658–1664 občanského zákoníku jako započtení na povinný díl nepominutelného dědice a na dědický podíl u ostatních dědiců.
Předmětem kolace je to, co dědic od zůstavitele za poslední tři roky před jeho smrtí bezplatně obdržel, tedy ty věci, které mu zůstavitel daroval (případně co mu bez ohledu na čas dal do života či uhradil-li jeho dluhy). Výjimkou jsou ale obvyklá darování, k těm se nepřihlíží, kolace se vztahuje jen na výjimečné dary typu nemovitých věcí. Započtení navíc není automatické, jak u dědění ze zákona, tak v případě závěti k němu dojde jen tehdy, pokud k tomu dal zůstavitel přímo v závěti nebo v podobné formě výslovný příkaz. I když to ale nepřikázal, může soud rozhodnout o započtení tehdy, pokud by byl nepominutelný dědic neodůvodněně znevýhodněn. „Odůvodněnost“ znevýhodnění se zkoumá v každém konkrétním případě zvlášť a je jen na úvaze soudu, zda k započtení jakožto kompenzaci nespravedlivého znevýhodnění nakonec přistoupí. Zpravidla by však měl vzít v potaz důvody obdarování, důsledky pro obdarovaného, okolnosti, které darování provázely, či míru zvýhodnění. Choval-li se např. nepominutelný dědic vůči zůstaviteli dlouhodobě v rozporu s dobrými mravy, mohl jej zůstavitel naopak znevýhodnit tím, že významnou část svého majetku ještě před smrtí daroval jinému, a kolace by v takovém případě nebyla opodstatněná.
Provádí se tak, že se hodnota započítávaného daru přičte k čisté hodnotě dědictví, ze součtu se vypočtou jednotlivé hypotetické dědické podíly a u obdarovaného se z jeho podílu odečte hodnota daru. Pokud by hodnota započítávaného daru byla vyšší, než takto vypočtený podíl, nemusí sice do dědictví nic vracet, ale sám také nedědí.